# Benjamin Pickard
Benjamin Pickard (habituellement Ben Pickard) né le 26 ou 28 février 1842, et mort le 3 février 1904, est un mineur de charbon britannique, un syndicaliste et une personnalité politique du Liberal-Labour (UK) (en).

## Biographie

### Jeunesse et famille
Benjamin Pickard est né à Kippax près de Wakefield dans le West Riding of Yorkshire. Il est le fils d'un mineur. Il a commencé à travailler comme pit-boy à l'âge de douze ans. Il s'est forgé une réputation de garçon studieux et étudiait à Kippax Grammar School. Il a également reçu une formation religieuse comme Wesleyan, devenant un prédicateur local il a été lié à la Lord's Rest Day Association toute sa vie. Il a été associé à un âge précoce au mouvement syndical devenant à seize ans le secrétaire de la loge. En 1864, il épouse Hannah Elizabeth Freeman de Kippax et le couple a quatre fils et quatre filles. Sa femme meurt en 1901.

### Syndicalisme
En 1873, Benjamin Pickard est nommé secrétaire adjoint de la West Yorkshire Miners' Association et en 1876, il en devient secrétaire. Il était chargé de réunir la West and South Yorkshire Miners' Associations en un corps unique en 1881 et est devenu le premier secrétaire de la Yorkshire Miners' Association. En 1877, il était secrétaire adjoint du Miners' National et a été un acteur de premier plan dans la fondation de la Miners' Federation of Great Britain (en), dont il a été élu premier président.
En 1893, il a conduit les mineurs dans le plus grand conflit social que le pays ait vu jusqu'alors. La conséquence combinée de la grève et du blocage a été la création d'une commission de conciliation pour résoudre les problèmes qui se posent dans l'industrie ainsi la plupart des litiges des années à venir ont été réglés à l'aide de ce mécanisme. Il a joué un rôle actif dans l'obtention de la législation dans l'industrie minière, y compris la Charte des huit heures, limitant les heures que pourraient travailler les mineurs sous terre, même si elle n'a force de loi qu'après sa mort.

### Travail international
Il a été actif dans la fondation de l'International Federation of Mineworkers en 1890. Il a organisé six congrès internationaux de mineurs de Grande-Bretagne, d'Allemagne, d'Autriche, de France et de Belgique qui ont eu lieu à Paris, Jolimont (Suisse), Bruxelles, Berlin, Aix-la-Chapelle et à Londres. Il a également assisté environ dix-huit Trade Union Congresses. En 1897, son intérêt pour l'arbitrage et le travail de la London Peace Society a mené à son inclusion dans une députation pacifique pour Grover Cleveland, président des États-Unis.

### Politique
En plus de son engagement envers les intérêts du mouvement syndical, Pickard a été connu comme un "libéral ardent". Il a servi en tant que membre de la Wakefield School Board de 1881 à 1885 et en 1889 a été nommé alderman du West Riding County Council sur lequel il a été un membre coopté. Il a été réélu alderman en 1895 et 1901.
En 1885, la Yorkshire Miners Association est parvenue à une entente avec le Parti libéral permettant à l'association de désigner le candidat pour les élections au Parlement de la division Normanton du Yorkshire, une circonscription dans laquelle plus de 60 % de l'électorat étaient des mineurs de charbon. Il a été sélectionné et a remporté le siège à chaque élection en vertu de cette disposition à partir de 1885 jusqu'à sa mort en 1904. En contrepartie, il a généralement appuyé les libéraux au Parlement.

### Décès
Benjamin Pickard meurt d'une insuffisance cardiaque à Westminster en 1904, après avoir été malade pendant un certain temps.